# Львовская улица (Тернополь)
Львовская улица — одна из улиц Тернополя, расположена в микрорайоне «Дружба».

## Сведения
Начинается от Площади Победы, проходит на северо-запад до границы города и заканчивается на автодороге Н02. Имеет несколько незначительных левых поворотов.
Касательные улицы — Загребельная, Спадиста.
По улице курсирует общественный городской, пригородный (зборовский, козловский) и междугородний (золочевский, львовский направления) транспорт. Дорожное покрытие — асфальт.

## Достопримечательности
Между улицами Львовской и Бережанскогорасположен Тернопольский дендропарк.

## Учреждения и организации
- Принт-копи центр «Вектор» (Львовская, 12)
- Тернопольский национальный экономический университет (Львовская, 11)
- Филиал банка «Аваль»